# Роккрік (Орегон)
Роккрік (англ. Rockcreek) — переписна місцевість (CDP) в США, в окрузі Вашингтон штату Орегон. Населення — 9862 особи (2020).

## Географія
Роккрік розташований за координатами 45°33′9″ пн. ш. 122°52′33″ зх. д. / 45.55250° пн. ш. 122.87583° зх. д. (45.552421, -122.875744).  За даними Бюро перепису населення США в 2010 році переписна місцевість мала площу 5,07 км², уся площа — суходіл.

## Демографія
Згідно з переписом 2010 року, у переписній місцевості мешкало 9316 осіб у 3674 домогосподарствах у складі 2584 родин. Густота населення становила 1837 осіб/км².  Було 3841 помешкання (757/км²).
Расовий склад населення:
| - 81,5 % — білих - 8,4 % — азіатів - 1,4 % — чорних або афроамериканців - 0,6 % — корінних американців - 0,4 % — вихідців з тихоокеанських островів - 3,1 % — осіб інших рас |

До двох чи більше рас належало 4,6 %. Частка іспаномовних становила 7,3 % від усіх жителів.
За віковим діапазоном населення розподілялося таким чином: 24,4 % — особи молодші 18 років, 64,7 % — особи у віці 18—64 років, 10,9 % — особи у віці 65 років та старші. Медіана віку мешканця становила 38,9 року. На 100 осіб жіночої статі у переписній місцевості припадало 97,7 чоловіків;  на 100 жінок у віці від 18 років та старших — 95,1 чоловіків також старших 18 років.
Середній дохід на одне домашнє господарство  становив 92 474 долари США (медіана — 76 331), а середній дохід на одну сім'ю — 104 528 доларів (медіана — 88 519). Медіана доходів становила 70 774 долари для чоловіків та 47 857 доларів для жінок. За межею бідності перебувало 5,5 % осіб, у тому числі 4,2 % дітей у віці до 18 років та 1,7 % осіб у віці 65 років та старших.
Цивільне працевлаштоване населення становило 4714 особи. Основні галузі зайнятості: освіта, охорона здоров'я та соціальна допомога — 23,5 %, виробництво — 15,6 %, науковці, спеціалісти, менеджери — 13,2 %.